# Jaume Virgili i Oliva
Jaume Virgili i Oliva (Barcelona, 7 de febrer de 1842 - 12 de març de 1907) va ser un actor de teatre català de la segona meitat del segle xix i dels primers anys del segle xx. Va morir als 65 anys de tuberculosi pulmonar.
Fill de Jaume Virgili i Francesca Oliva. Casat amb Rosa Miquela. Mort el 12 de març de 1907 de tuberculosi al carrer del Carme, 30-32, tercer pis, de Barcelona.

## Trajectòria professional
- 1869, 19 de març. En el paper d'El marquès a l'obra Les heures del mas de Frederic Soler. Estrenada al teatre de l'Odèon de Barcelona.
- 1881, 6 de desembre. En el paper de Simon, mestre boter a l'obra Cèrcol de bota de Joan Molas i Casas. Estrenada al teatre Romea de Barcelona.
- 1882, 7 de novembre. En el paper de Mossèn Jaume a l'obra El timbal del Bruc de Frederic Soler. Estrenada al teatre Romea de Barcelona.
- En el transcurs d'aquest any amb la companyia Fontova estrena La Creu Trencada de l'escriptor Alfons Solà i Xancó.[3]
- 1883, 2 d'octubre. En el paper d'El Pelegrí a l'obra El llibre de l'honor de Frederic Soler i Manuel Mata i Maneja. Estrenada al teatre Romea de Barcelona.
- 1884, 22 de gener. En el paper de Fra Veremont a l'obra Judith de Welp d'Àngel Guimerà. Estrenada al teatre Romea de Barcelona. Un any abans s'havia estrenat a Canet de Mar.
- 1884, 16 d'octubre. En el paper de Senyor Valentí a l'obra El trinc de l'or de Frederic Soler. Estrenada al teatre Romea de Barcelona.
- 1885, 29 de gener. En el paper de Veciana, 60 anys a l'obra Sota terra de Frederic Soler. Estrenada al teatre Romea de Barcelona.
- 1886, 15 d'abril. En el paper d'Anton a l'obra El pubill de Frederic Soler. Estrenada al teatre Romea de Barcelona.
- 1886, 2 de maig. En el paper d'El Duc del Castell a l'obra El rústic "Bertoldo" de Frederic Soler. Estrenada al teatre Romea de Barcelona.
- 1886, 7 d'octubre. En el paper de Tomàs a l'obra L'hereuet de Frederic Soler. Estrenada al teatre Romea de Barcelona.
- 1887, 25 de gener. En el paper de Bartomeu de Limés a l'obra Batalla de reines de Frederic Soler. Estrenada al teatre Romea de Barcelona.
- 1887, 20 de març. En el paper de Lluís, 42 anys a l'obra 100.000 duros de Frederic Soler i Josep Martí Folguera. Estrenada al teatre Romea de Barcelona.
- 1887, 29 de novembre. La pena de mort, original de Josep Martí Folguera i Frederic Soler. Estrenada al teatre Romea de Barcelona. (en el paper de Magistrat 1r).
- 1888, 7 de febrer. En el paper de Joanot a l'obra Mar i cel d'Àngel Guimerà. Estrenada al teatre Romea de Barcelona.
- 1889, 28 de novembre. En el paper de El Príncep Rodolf a l'obra El monjo negre de Frederic Soler. Estrenada al teatre Romea de Barcelona.
- 1890, 4 febrer. En el paper d'Atarés a l'obra Rei i monjo, original d'Àngel Guimerà. Estrenada al Teatre Romea de Barcelona.
- 1892, 8 de gener. En el paper de Piuet a l'obra El promès de Joaquim Riera i Bertran. Estrenada al teatre Novetats de Barcelona.
- 1892, 14 de maig. En el paper de Fra Ervich a l'obra L'ànima morta d'Àngel Guimerà. Estrenada al teatre Novetats de Barcelona.
- 1894, 24 de novembre. En el paper de Jepa a l'obra Maria Rosa d'Àngel Guimerà. Estrenada al Novetats de Barcelona.
- 1899, 31 de gener. En el paper de Senyor Llargas a l'obra La Farsa d'Àngel Guimerà. Estrenada al teatre Romea de Barcelona.
- 1899, 27 d'octubre. En el paper de Bernat a l'obra a l'obra El secret del nunci de Teodor Baró. Estrenada al teatre Romea de Barcelona.
- 1900, 8 de gener. En el paper de Pare Agustí, 55 anys a l'obra El Comte l'Arnau de Frederic Soler. Estrenat al teatre Romea de Barcelona.
- 1900, 6 d'abril. En el paper de Cinquenes a l'obra La filla del mar d'Àngel Guimerà. Estrenada al teatre Romea de Barcelona.
- 1902, 11 de març. En el paper de Don Joaquim a l'obra La pecadora d'Àngel Guimerà. Estrenada al teatre Romea de Barcelona.
- 1903, 3 de febrer. En el paper de Tit, 70 anys a l'obra Els vells d'Ignasi Iglésias. Estrenada al teatre Romea de Barcelona.
- 1903, 5 de desembre. En el paper de Mossèn Joan (60 anys) a l'obra El místic de Santiago Rusiñol. Estrenada al teatre Romea de Barcelona.
- 1905, 14 de febrer. En el paper de Pó a l'obra De bon tremp de Manuel Folch i Torres. Estrenada al teatre Romea de Barcelona.
- 1905, 17 d'abril. En el paper d'Hereu Figueras a l'obra Sol, solet... d'Àngel Guimerà. Estrenada al teatre Romea de Barcelona.
- 1905, 25 de novembre. En el paper de Geroni a l'obra Les garses d'Ignasi Iglésias. Estrenada al teatre Romea de Barcelona.
- 1906, 14 de febrer. En el paper de Senyor Farnell, 50 anys a l'obra La bona gent de Santiago Rusiñol. Estrenada al teatre Romea de Barcelona.
- 1906, 20 de novembre. En el paper de J. Simon, 40 anys a l'obra Tot ha anat bé...és un noi! de Ramon Franqueza i Comas. Estrenada al teatre Romea de Barcelona.
- 1907, 20 de febrer. En el paper de Senyor Trilles a l'obra La mare de Santiago Rusiñol. Estrenada al teatre Romea de Barcelona.